# Starija Edda
Starija Edda (Poetska ili Sæmundar Edda) zbirka je staronordijskih poema. Najvećim je dijelom sačuvana u rukopisu Edde Sæmundija Učenog (Edda Sæmund multiscii) poznat je i pod nazivom Codex Regius, potječe iz 12. ili 13. st., a vjerojatno je samo prijepis starijeg rukopisa. 
Staronordijska je zbirka koja sadrži 38 pjesama koje su sve anonimne, a mogu se podijeliti u dvije skupine. Mitološku skupinu čini 14 pjesama od kojih su najznačajnije Völuspá (Viđenje proročice) koja opisuje svijet bogova od njegova nastanka do Ragnaröka, potom Hávamál (Riječi visokoga) koja govori o Odinu, Lokasenna (Lokijeva rugalica) u kojoj Loki vrijeđa bogove. Preostale 24 pjesme su herojske, a govore o junacima poput Sigurda i Völundra, koji su poznati i iz njemačkih (Siegfried) i engleskih izvora (Wayland the Smith), no ovdje su sačuvani u starijem, dakle čišćem obliku. I u njima se spominju bogovi, ali tek kao sporedni likovi, najčešće intervenirajući u živote junaka.